# آدریان باروز
آدریان باروز (انگلیسی: Adrian Burrows؛ زادهٔ ۱۶ ژانویهٔ ۱۹۵۹) بازیکن فوتبال اهل بریتانیا است.
از باشگاه‌هایی که در آن بازی کرده‌است می‌توان به باشگاه فوتبال منزفیلد تاون، باشگاه فوتبال سالتش یونایتد، باشگاه فوتبال ساوتند یونایتد، باشگاه فوتبال پلیموث آرگیل، و باشگاه فوتبال نورث‌همپتون تاون اشاره کرد.